# Rimpton
Rimpton is een civil parish in het bestuurlijke gebied South Somerset, in het Engelse graafschap Somerset met 235 inwoners.